# NGC 1276
NGC 1276 је двојна звезда у сазвежђу Персеј која се налази на NGC листи објеката дубоког неба.
Деклинација објекта је + 41° 38' 33" а ректасцензија 3h 19m 51,1s. Привидна величина (магнитуда) објекта NGC 1276 износи 11,7.